# Tino Ullrich
Tino Ullrich (* 23. März 1980 in Schmalkalden, Thüringen) ist ein deutscher Mathematiker und Hochschullehrer.

## Ausbildung
Von 1991 bis 1994 lernte Ullrich am Philipp-Melanchthon-Gymnasium Schmalkalden. Von 1994 bis 1998 besuchte er an der Goetheschule Ilmenau die Spezialklasse für Mathematik und Naturwissenschaften. Er schloss seine schulische Ausbildung 1998 mit dem Abitur ab.
Von 1998 bis 1999 leistete er seine Wehrpflicht in Walldürn.
Von 1999 bis 2001 studierte Ullrich Mathematik und Informatik an der Technischen Universität Ilmenau. 2001 wechselte er an die Friedrich-Schiller-Universität Jena, wo er sein Mathematikstudium fortsetzte. 2004 schloss er sein Studium mit dem Diplom ab. Seine Diplomarbeit trug den Titel Über die periodische Interpolation auf schwach besetzten Gittern mittels de la Vallée-Poussin-Kernen.
Ullrich setzte seine Studien an der Universität Jena innerhalb einer Doktorandenausbildung fort und promovierte 2007 bei Winfried Sickel mit einer Arbeit zum Thema Smolyak’s Algorithm, Sparse Grid Approximation and Periodic Function Spaces with Dominating Mixed Smoothness.

## Beruf
Von 2002 bis 2007 arbeitete Ullrich als wissenschaftlicher Assistent an der Universität Jena. Von 2007 bis 2008 ging er als Postdoc an die Universität Complutense Madrid. Von 2008 bis 2009 hatte er eine Stelle als Postdoc am Hausdorff Center for Mathematics an der Rheinischen Friedrich-Wilhelms-Universität Bonn. Von 2012 bis 2018 war er Emmy-Noether-Research-Fellow. Seit 2018 ist er Professor für Angewandte Analysis an der Technischen Universität Chemnitz.

## Forschungsinteressen
Ullrich forscht auf den Gebieten der Vektoranalysis, der nichtlinearen Approximation, des Compressed Sensing, der Computergeometrie, der Lerntheorie, des Greedy-Algorithmus, der Hilbertraummethoden, der Komplexitätstheorie und des Maschinellen Lernens. Besondere Erfolge erzielte er bei der optimalen Rekonstruktion multivariater Funktionen aus spärlicher Information. Der Erfolg gelang durch die Verbindung dieser Probleme mit der Kadison-Singer-Vermutung aus dem Bereich der Operatoralgebra.
Ullrich war Antragsteller der von der Deutschen Forschungsgemeinschaft geförderten Projekte Effiziente Modelle für multivariate Funktionen und hochdimensionale Approximation (2012–2017) und Präasymptotische Fehleranalyse für Funktionsrekonstruktionsprobleme in hohen Dimensionen (2016–2021).
Ullrich hat mehr als 50 Publikationen und einen h-Index von 27.

## Preise, Auszeichnungen
2005 gewann Ullrich mit seiner Diplomarbeit den Examenspreis der Universität Jena.
Im Jahr 2021 erhielt Tino Ullrich zusammen mit Vladimir N. Temlyakov und Mario Ullrich den internationalen Joseph-F.-Traub-Preis für erreichte Ergebnisse auf dem Gebiet der informationsbasierten Komplexität.

## Veröffentlichungen (Auswahl)
- Mit G. Garrigós, A. Seeger: Basis properties of the Haar system in limiting Besov spaces, 2021, Chapter 11 in Geometric Aspects of Harmonic Analysis (in honor of Fulvio Ricci), Springer INDAM series, ISBN 978-3-030-72058-2
- Mit D. Dũng, V.N. Temlyakov: Hyperbolic Cross Approximation, 2018, Advanced Courses in Mathematics, CRM Barcelona, Birkhäuser/Springer Basel, ISBN 978-3-319-92239-3
- Optimal cubature in Besov spaces with dominating mixed smoothness on the unit square, 2014, Journal of Complexity, Band 30 online
- Continuous characterizations of Besov–Lizorkin–Triebel spaces and new interpretations as coorbits, 2012, Journ. Function Spaces and Applications online
- Local mean characterization of Besov-Triebel-Lizorkin type spaces with dominating mixed smoothness on rectangular domains, 2008 online
- Smolyak's algorithm, sparse grid approximation and periodic function spaces with dominating mixed smoothness, Dissertation, 2007
- Über die periodische Interpolation auf schwach besetzten Gittern mittels de la Vallée-Poussin-Kernen, Diplomarbeit, 2004

## Online-Vorträge
- Tino Ullrich part 1: Implications of the Kadison Singer solution to the recovery of functions - optimal subsampling of random information auf YouTube, 9. Mai 2021, abgerufen am 2. September 2023.
- Tino Ullrich part 2: Implications of the Kadison Singer solution to the recovery of functions - optimal subsampling of random information auf YouTube, 9. Mai 2021, abgerufen am 2. September 2023.